# Imre Tóth
Imre Toth, né le 6 septembre 1985 à Budapest, est un pilote de vitesse moto hongrois.  

## Biographie
Il a couru de la saison 2002 à 2006 en 125 cm3 et de 2007 à 2009 en 250 cm3.